# Le nâu mặt trắng

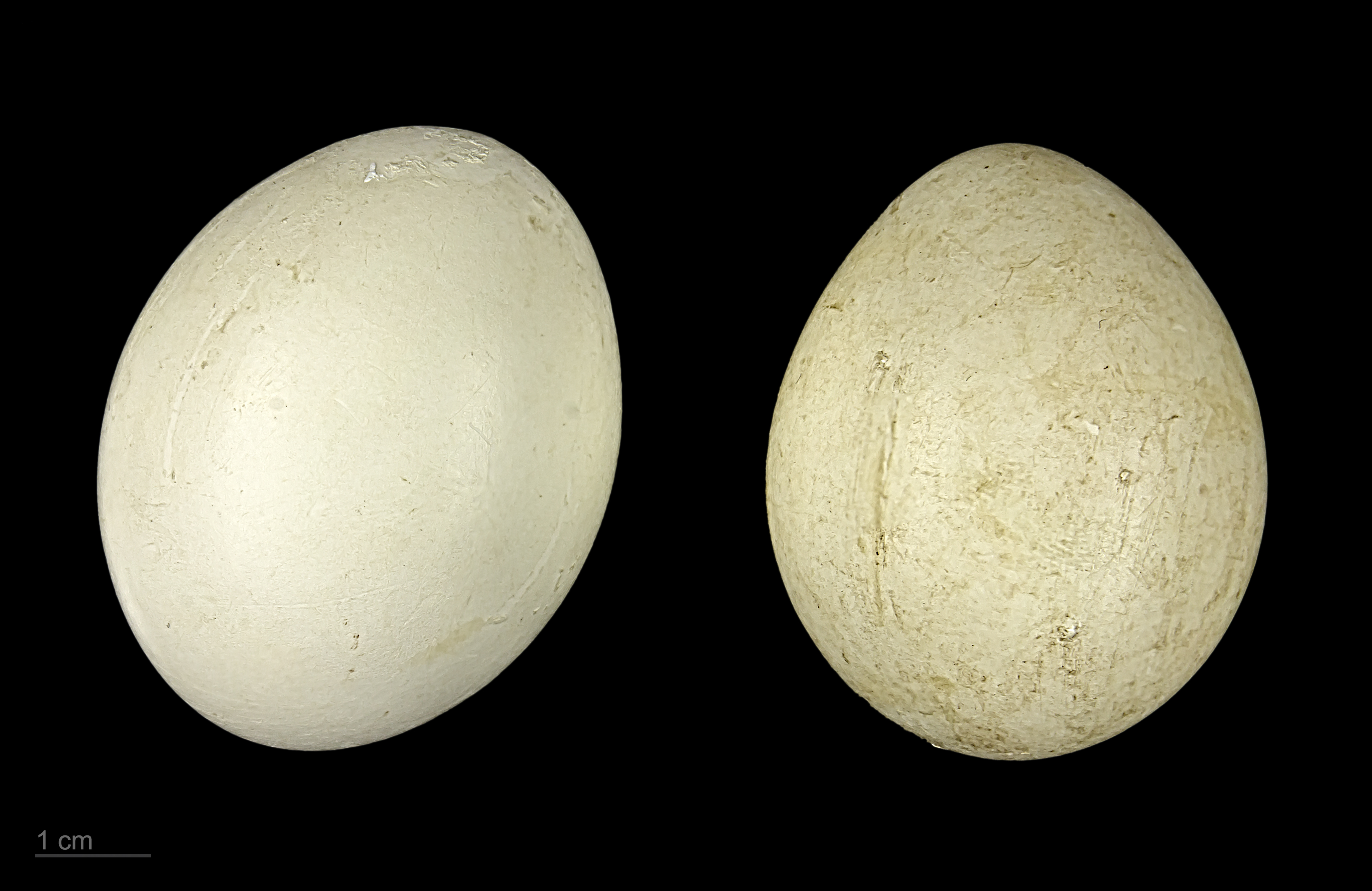
Dendrocygna viduata

Le nâu mặt trắng (danh pháp hai phần: Dendrocygna viduata) là một loài chim thuộc phân họ Le nâu. Loài này sinh sản ở châu Phi cận Sahara và phần lớn Nam Mỹ. Ở các địa điểm chúng ưa thích, chúng bay thành đàn hàng ngàn con. Loài này có mỏ xám và dài, đầu dài và chân hơi dài. Nó có mặt trắng và mào trắng. Lưng và cánh màu nâu tối đến đen và phía dưới màu đen. Chúng sinh sống ở hồ chứa hoặc hồ nước ngọt với nhiều cây.